# Leersia oncothrix
Leersia oncothrix är en gräsart som beskrevs av Charles Edward Hubbard. Leersia oncothrix ingår i släktet vildrissläktet, och familjen gräs. Inga underarter finns listade i Catalogue of Life.